# ゆうめいに、にゃりたい。
「ゆうめいに、にゃりたい。」は、わーすたの2枚目のシングル。2017年2月22日にiDOL Streetから発売。

## 概要
「CD+Blu-ray+スマプラ・ミュージック&ムービー盤」、「ミュージックカード」6形態(イベント会場/mu-moショップ限定商品)の2種7形態で発売。
「ゆうめいに、にゃりたい。」は2016年12月11日にTSUTAYA O-WESTで開催された『わーすた 完全なるライブハウスツアー2016 〜猫耳捨てて走り出すに゛ゃー〜』の夜の部で初披露された。本作も前作「完全なるアイドル」同様、アートディレクションをもふくちゃんこと福嶋麻衣子が、衣装デザインを木村優が、振付を高田あゆみが担当している。
「グーチョキパンツの正義さん」は2016年9月3日にTSUTAYA O-EASTで開催された定期ライブ『わーすたランド わ-3』で初披露された。
なお、2016年10月22日に広島・セカンドクラッチで開催された『わーすた 完全なるライブハウスツアー2016 〜猫耳捨てて走り出すに゛ゃー〜』で初披露された「NEW にゃーくにゃくにゃ水族館2」、「約束だから」の2曲は本作での収録が見送られた。この2曲は本作と同日に発売されたわーすた初の映像作品「完全なるライブハウスツアー2016 〜猫耳捨てて走り出すに゛ゃー〜」に収録されている。
さらに、3月4日公開のアニメ映画『劇場版プリパラみ〜んなでかがやけ！キラリン☆スターライブ！』の主題歌となることが報じられた新曲「Just be yourself」も本作での収録が見送られた。
Blu-rayには「ゆうめいに、にゃりたい。」のMusic Videoと「グーチョキパンツの正義さん」のLive Videoが収録されている。また、スマプラムービーのPINコードが封入されていて、Blu-rayの映像を無料でスマートフォンにダウンロードことが可能(通信費は別途必要)。なお、一般の配信サイトでも「ゆうめいに、にゃりたい。」のMusic Videoと「グーチョキパンツの正義さん」のLive Videoの両方とも販売されている。

## 収録曲

### CD・ミュージックカード・スマプラミュージック
全作詞：鈴木まなか
1. ゆうめいに、にゃりたい。
作曲：鈴木まなか・Hiroki Sagawa、編曲：Hiroki Sagawa
2. グーチョキパンツの正義さん
作曲：鈴木まなか・サイトウ リョ－スケ、編曲：サイトウ リョ－スケ
テレビアニメ『ヘボット!』（メ〜テレ・テレビ朝日系列）エンディングテーマ曲
3. ゆうめいに、にゃりたい。(Instrumental)
4. グーチョキパンツの正義さん(Instrumental)

### Blu-ray Disc・スマプラムービー
1. ゆうめいに、にゃりたい。 MUSIC VIDEO
2. グーチョキパンツの正義さん　LIVE VIDEO@SHIBUYA TSUTAYA O-WEST Final 2016.12.11

## 音楽配信
今回は前作「完全なるアイドル」を配信していたダウンロード型もしくはストリーミング型の各サービスで一斉に先行配信を行った。iDOL StreetではCD発売日の2週間前から先行配信した例は過去になく今回は異例の対応だった。
どのサービスも「CD+Blu-ray+スマプラ・ミュージック&ムービー盤」のCDに収録されている4曲が配信されている。
太字の配信サービスはハイレゾ音源を配信している。

## イベント
発売日以降に集中しているが、それまではライブ等のイベント会場で特典会を行っていた。
本作の地方キャンペーンは次作「Just be yourself」と合同で行われた。
| 日程          | 公演名                                                        | 会場                                               | 備考                                                     |
| ------------- | ------------------------------------------------------------- | -------------------------------------------------- | -------------------------------------------------------- |
| 2017年2月20日 | わーすた2ndシングル「ゆうめいに、にゃりたい。」発売記念特典会 | HMV大宮アルシェ                                    | イベント内容は公式HP参照。                               |
| 2017年2月22日 | わーすた2ndシングル「ゆうめいに、にゃりたい。」発売記念特典会 | 「わーすた presents ゆうめいに、にゃりたい。Café」 | イベント内容は公式HP参照。                               |
| 2017年2月25日 | わーすた2ndシングル「ゆうめいに、にゃりたい。」発売記念特典会 | 池袋サンシャイン噴水広場                           | イベント内容は公式HP参照。                               |
| 2017年3月25日 | mu-moショップ購入者限定イベント。                             | プレミアヨコハマ プレミアホール                    | 個別握手会、個別撮影会、グループ撮影会、個別私物サイン会 |
| 2017年4月2日  | mu-moショップ購入者限定イベント。                             | プレミアヨコハマ プレミアホール                    | 個別握手会、個別撮影会、グループ撮影会、個別にがおえ会   |

さらに、2月22日から3月5日までコラボカフェ「わーすた presents ゆうめいに、にゃりたい。Café」を神宮前の「AREA-Q」で期間限定でオープンした。